# 安蒂普卡拉山
13°55′56″S 71°08′16″W / 13.93222°S 71.13778°W
安蒂普卡拉山（Anti Pukara），是秘魯的山峰，位於該國南部庫斯科大區，由坎奇斯省的皮圖馬卡區負責管轄，屬於安地斯山脈的一部分，海拔高度約5,000米。